# Emfuleni
Emfuleni (officieel Emfuleni Local Municipality) is een gemeente in het Zuid-Afrikaanse district Sedibeng.
Emfuleni ligt in de provincie Gauteng en telt 945.650 inwoners.
Emfuleni heeft een stedenband met Eindhoven (Nederland).

## Hoofdplaatsen
Het nationaal instituut voor de statistiek, Stats SA, deelt sinds de census 2011 deze gemeente in in 14 zogenaamde hoofdplaatsen (main place):
Boipatong • Bophelong • Emfuleni NU • Evaton • Golden Gardens • Johandeo • Lakeside • Sebokeng • Sharpeville • Stretford • Tshepiso • Vaal Oewer • Vanderbijlpark • Vereeniging.